# Ali Mamlouk
Ali Mamlouk (en arabe : علي مملوك), né le 19 février 1946 à Damas, est un conseiller à la sécurité intérieure de l'ancien président syrien Bachar el-Assad et l'un de ses hommes de confiance. 
Général issu de l'armée de l'air, il dirigeait les services secrets syriens et était considéré comme un des hommes les plus puissants du pays. 
Ali Mamlouk fait l'objet de sanctions internationales et est sous mandat d'arrêt international dans plusieurs pays pour crimes contre l'humanité. 
En 2024, il est jugé coupable de crime contre l'humanité par la justice française.

## Origine
Ali Mamelouk est né à Damas dans une famille sunnite, le 19 février 1946, Il y a un autre rapport donnant son année de naissance 1945. Sa famille est originaire d'Alexandrette (Hatay en Turquie).

## Carrière militaire
Mamlouk a été l'un des fondateurs de l'Intelligence aérienne syrienne. 
En 2005, il est nommé directeur des renseignements généraux syriens.
Il est le premier sunnite nommé à un tel poste. 
Selon Alain Chouet, ancien responsable de la DGSE, il s'agissait d'envoyer un signal :« Bachar, a cherché à réduire la concurrence que se faisaient le service de renseignements de l’armée de Terre, celui de l’armée de l’Air, la Sûreté générale, etc. Son père avait très bien su organiser la haine entre leurs chefs pour être sûr qu’aucun ne viendrait lui mordre les mollets. Bachar change tout et dit en substance à Chawkat : “Tu restes patron des renseignements militaires, mais tu t’occupes surtout d’affaires militaires.Tout ce qui est sécurité et contre- espionnage sera du ressort de la Sûreté nationale sous la houlette d’un sunnite" » 
Ali Mamlouk est mis en cause publiquement par Wissam al-Hassan pour avoir commandité une série d'attentats au Liban en fournissant des explosifs à Michel Samaha .  Les explosifs étaient notamment destinés à tuer le patriarche maronite libanais Bichara Raï  et des personnalités sunnites dans le Akkar   ainsi que le grand mufti du Liban afin d’attiser la haine interconfessionnelle.
Quelques semaines plus tard, Wissam Al Hassan est assassiné, vraisemblablement sur ordre de la Syrie 
En juillet 2012, après la mort de Hicham Ikhtiar dans un attentat à Damas, il devient le directeur du bureau de la sécurité nationale,. Selon l'ECCHR (Centre européen pour les droits humains et constitutionnels), puisqu'il est aux commandes de services de renseignements syriens jusqu'en 2012, les tortionnaires étaient sous son contrôle direct ,.

## Poursuites judiciaires pour crimes de guerre et crimes contre l'humanité
Mamlouk est l'un des nombreux fonctionnaires sanctionnés, par gel de leurs avoirs en Suisse, par l'Union européenne pour leurs actions contre des manifestants participant à l'insurrection syrienne. La cour suprême de la Suisse a rejeté la demande en recours de Hafez Makhlour,.  
En avril 2011, le gouvernement américain l’interdit de visa et le juge responsable de violations des droits de l'Homme, et d'usage de violence contre les civils. Son agence avait réprimé la dissidence interne et avait été impliqué dans les actions du gouvernement syrien à Deraa, où des manifestants avaient été tués par les services de sécurité syriens. 
Il est condamné par l'Union européenne le 9 mai 2011 car il est « impliqué dans les violences contre les manifestants » pendant le soulèvement syrien. Le gouvernement suisse fait de même en septembre 2011. 
Le 11 août 2012, le Liban inculpe Ali Mamlouk par contumace avec Michel Samaha, l'ancien ministre libanais, pour leur implication dans l'assassinat d'Issam Al-Hassan, le chef du renseignement libanais,,. Ali Mamlouk est suspecté d'avoir donné l'aval pour la préparation d'attentats dans des villages libanais et d'avoir fourni les explosifs à Michel Samaha.
Les autorités judiciaires libanaises émettent un mandat d'arrêt international à l'encontre d'Ali Mamlouk le 4 février 2013.
Ali Mamlouk fait également l'objet d'un mandat d'arrêt en Allemagne, où des plaintes ont été déposées par des réfugiés syriens,.
Malgré les sanctions européennes, il est reçu en Italie en janvier 2018, pour une réunion gouvernementale, à laquelle il se rend en jet privé,.
À l'automne 2018, la justice française émet un mandat d'arrêt international contre Ali Mamlouk pour « complicité d’actes de tortures, complicité de disparitions forcées, complicité de crimes contre l’humanité, de crimes de guerre et de délits de guerre ». 
Du 21 au 24 mai 2024 se tient à Paris le procès par défaut d'Ali Mamlouk, Jamil Hassan et Abdel Salam Mahmoud jugés pour complicité de crimes contre l’humanité et de délits de guerre, pour l'arrestation forcée, la détention à l'aéroport militaire de Mezzeh et la mort sous la torture de deux citoyens franco-syriens, Mazzen Dabbagh, conseiller principal d'éducation du lycée français de Damas, et Patrick Dabbagh, son fils, étudiant. 
Le 24 mai, la cour d'Assises de Paris déclare Ali Mamlouk et ses co-accusés coupables de complicité de crimes contre l’humanité et de délits de guerre et les condamne à la réclusion criminelle à perpétuité. La cour ordonne également le maintien des effets du mandat d’arrêt international contre Ali Mamlouk. Le procès s'étant tenu en son absence, il a été jugés par défaut ; s'il venait à être arrêté, il pourrait soit acquiescer à la peine, soit faire opposition, ce qui conduirait à mener un nouveau procès, en première instance et en sa présence. 
Ali Mamlouk sera également jugé aux États-Unis pour des faits similaires. 